# ロルメタゼパム

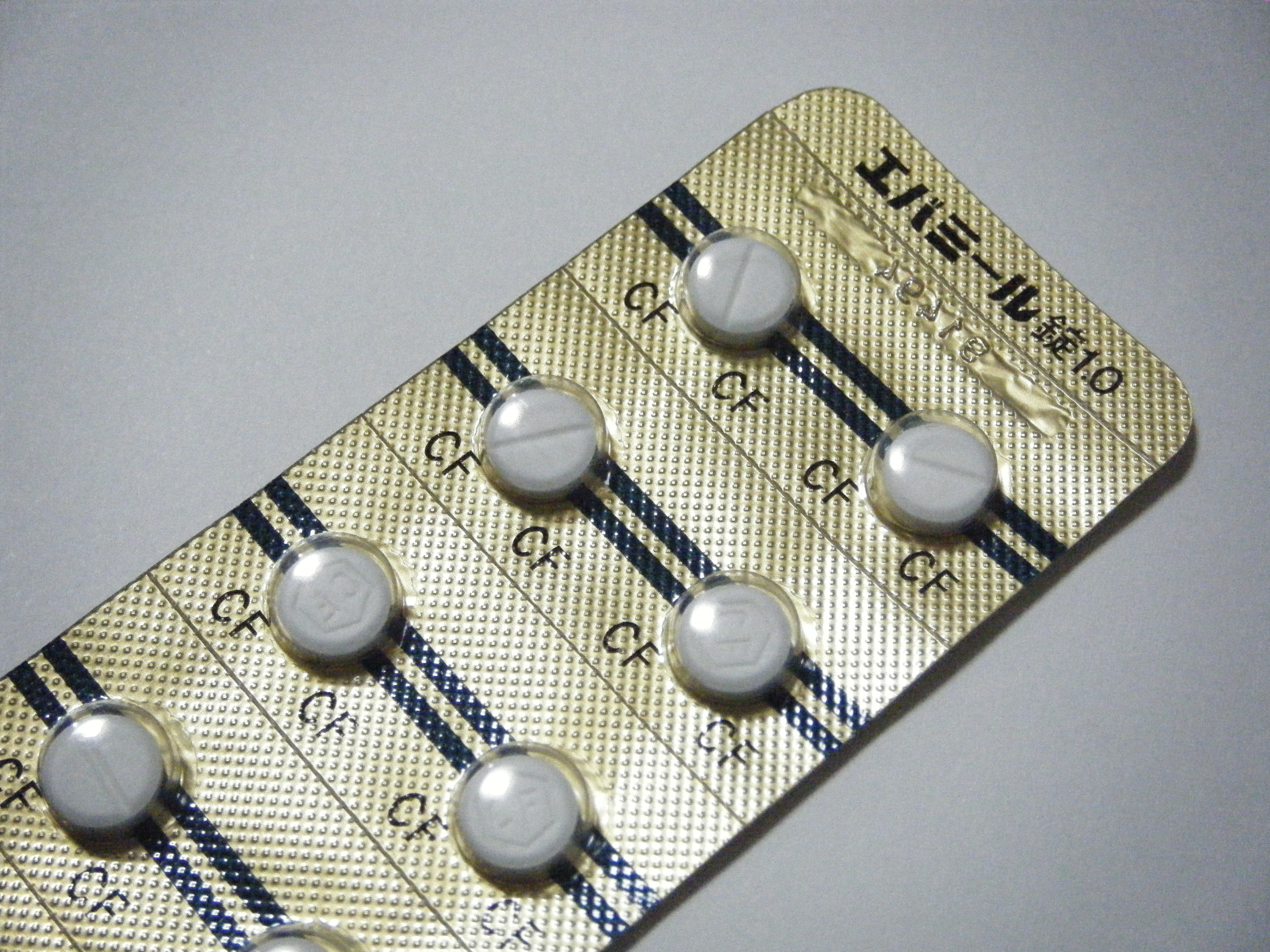
エバミール1mg錠剤

ロルメタゼパム（lormetazepam）はベンゾジアゼピン系の睡眠薬のひとつ。日本においてはバイエル薬品よりエバミール、あすか製薬・武田薬品工業よりロラメットの商品名で販売されている。
連用により依存症、急激な量の減少により離脱症状を生じることがある。向精神薬に関する条約のスケジュールIVに指定されている。麻薬及び向精神薬取締法の第三種向精神薬である。処方箋医薬品であり、習慣性医薬品である。

## 効能
不眠症の治療に用いられる。

## 種類
- 錠剤：1mgの錠剤

## 薬理
ロルメタゼパムはベンゾジアゼピン系の睡眠薬で、大半はグルクロン酸抱合され、肝臓に負担がかかりにくい。そのため、肝機能障害患者や肝機能の低下した高齢者への使用が推奨される。

### 依存性
日本では2017年3月に「重大な副作用」の項に、連用により依存症を生じることがあるので用量と使用期間に注意し慎重に投与し、急激な量の減少によって離脱症状が生じるため徐々に減量する旨が追加され、厚生労働省よりこのことの周知徹底のため関係機関に通達がなされた。奇異反応に関して、錯乱や興奮が生じる旨が記載されている。医薬品医療機器総合機構からは、必要性を考え漫然とした長期使用を避ける、用量順守と類似薬の重複の確認、また慎重に少しずつ減量する旨の医薬品適正使用のお願いが出されている。調査結果には、日本の診療ガイドライン5つ、日本の学術雑誌8誌による要旨が記載されている。

## 立体化学
ロルメタゼパムは立体中心を含み、2つのエナンチオマーからなる。 これは、ラセミ体、つまり（R）と（S）の1：1の混合物である。
| ロルメタゼパムのエナンチオマー | ロルメタゼパムのエナンチオマー |
| ------------------------------ | ------------------------------ |
| CAS-Nummer: 113679-56-4        | CAS-Nummer: 113679-54-2        |